# Дајносор (Колорадо)
Дајносор (енгл. Dinosaur) град је у америчкој савезној држави Колорадо.

## Демографија
По попису из 2010. године број становника је 339, што је 20 (6,3%) становника више него 2000. године.
| Група             | 2000.       | 2010.       |
| Белци             | 303 (95,0%) | 299 (88,2%) |
| Афроамериканци    | 0 (0,0%)    | 2 (0,6%)    |
| Азијати           | 0 (0,0%)    | 1 (0,3%)    |
| Хиспаноамериканци | 12 (3,8%)   | 27 (8,0%)   |
| Укупно            | 319         | 339         |